# 이파네마 소년
《이파네마 소년》은 2010년에 개봉한 한일 합작 영화이다.

## 캐스팅
- 이수혁 : 소년 역
- 김민지 : 소녀 역
- 천우희 : 친구 역
- 김미경 : 민박집 주인 역
- 박보옥 : 오징어 파는 아줌마 역
- 양귀례 : 슈퍼 아줌마 역
- 이민교 : 맥주마시는 꼬마 역
- 강혜민 : 서핑보드 여자아이 역

## 수상내역
2010년, 11회 전주국제영화제(무비꼴라쥬상, 관객평론가상)